# Carolina Ruff
Carolina Ruff (Santiago de Chile, 16 de junio de 1973) es una artista visual chilena que ha incursionado principalmente en el arte contemporáneo, la experimentación y el arte urbano.

## Vida y obra
Estudió licenciatura en arte en la Pontificia Universidad Católica de Chile, que complementaría posteriormente con un postítulo afín en la misma casa de estudios.
Su trabajo se caracteriza por la realización de invertenciones en el espacio urbano a través del uso de «la ciudad como otro soporte de creación plástica (...) [que incluyen] operaciones caracterizadas por el camuflaje, trabajando generalmente al suelo y situándose frente a edificios». En este marco, la crítico de arte Elisa Cárdenas Ortega ha señalado de Carolina Ruff «ha manejado el referente de espacios abiertos y de grandes extensiones, siempre provocando una torsión plástica a partir de su carga significante». Los temas que ha abordado en sus obras van desde lo femenino hasta las diferencias sociales.
Exposiciones y distinciones
Ha participado en varias exposiciones individuales y colectivas durante su carrera, entre ellas V Bienal de Artes Visuales del Mercosur en Porto Alegre (2003), las muestras Zona de Riesgo II (2000), Handle with care (2007) y Imagen local/Local image (2012) en el Museo de Arte Contemporáneo de Santiago, Cartografías del deseo en el  Centro Cultural Matucana 100 (2002), Desde el otro Sitio/Lugar en el Museo Nacional de Arte Contemporáneo de Corea (2005), Del Otro Lado, Arte Contemporáneo de Mujeres en Chile (2006) y Transpacífico (2007) en el Centro Cultural Palacio de La Moneda, Arte y Compromiso político en el Museo de la Solidaridad Salvador Allende (2009) y Felisberto en el Espacio de Arte Contemporáneo de Montevideo (2013), entre otras exposiciones.
El año 2009 recibió una nominación al Premio Altazor de las Artes Nacionales en la categoría instalación y videoarte por Crop de la Bienal del Desierto.